# Partner in Pet Food
Partner in Pet Food (PPF Europe) ist ein europäischer Hersteller von Futtermitteln für Heimtiere. Der Hauptsitz der Unternehmensgruppe ist in der ungarischen Hauptstadt Budapest, acht Produktionsstätten befinden sich in Ungarn, der Slowakei, Tschechien und den Niederlanden. PPF ist einer der größten White Label- bzw. Handelsmarken-Hersteller von Hunde- und Katzenfutter (Feucht- und Trockennahrung) in Europa, Abnehmer sind hauptsächlich europäische Supermarkt- und Discounterketten.
PPF beschäftigte im Jahr 2014 rund 1200 Mitarbeiter, erzielte einen Gruppenumsatz von etwa 235 Millionen Euro und produzierte annähernd 420.000 Tonnen Futter.

## Geschichte
Das Unternehmen war ursprünglich Teil der niederländischen Provimi-Gruppe, die sich seit 2007 im Besitz des britischen Beteiligungsunternehmens Permira befand. Im Zuge des Verkaufs von Provimi an den US-Agrarkonzern Cargill im Jahr 2011 wurde die Sparte Heimtiernahrung aus der Gruppe herausgelöst, an das US-amerikanische Private-Equity-Investmentunternehmen Advent International veräußert und anschließend umbenannt. 2013 übernahm PPF die Heimtierfuttersparte des ungarischen Agrar- und Futtermittel-Unternehmens Agro-Trust. Im Jahr 2015 verkaufte Advent  PPF für 315 Millionen Euro an den britischen Finanzinvestor Pamplona Capital Management. Dieser verkaufte PPF im Jahr 2018 an das ebenfalls britische Private-Equity-Unternehmen Cinven. 2020 übernahm PPF den schwedischen Tiernahrungshersteller Doggy, im Januar 2021 den italienischen Hersteller Landini Giustini im Juli 2021 den polnischen Hersteller Mispol und im Oktober desselben Jahres die ebenfalls polnische Werbliński-Gruppe.